# ريتشارد وارويك
ريتشارد وارويك (بالإنجليزية: Richard Warwick)‏ (و. 1945 – 1997 م) هو ممثل، من المملكة المتحدة، ولد في إنجلترا، توفي عن عمر يناهز 52 عاماً.

## وصلات خارجية
- ريتشارد وارويك على موقع IMDb (الإنجليزية)
- ريتشارد وارويك على موقع روتن توميتوز (الإنجليزية)
- ريتشارد وارويك على موقع قاعدة بيانات الفيلم (الإنجليزية)